# Барриос, Науэль
Кристиан Науэль Барриос (исп. Cristian Nahuel Barrios; родился 7 мая 1998, Док-Суд, провинция Буэнос-Айрес) — аргентинский футболист, полузащитник клуба «Сан-Лоренсо».

## Биография
Барриос — воспитанник клуба «Сан-Лоренсо». 21 мая 2017 года в матче против «Альдосиви» он дебютировал в аргентинской Примере. В поединке против «Олимпо» Науэль забил свой первый гол за «Сан-Лоренсо». В начале 2020 года Барриос был арендован «Дефенса и Хустисия». 1 февраля в матче против «Атлетико Тукуман» он дебютировал за новую команду.